# Daniel Fonseca
Daniel Fonseca (ur. 13 września 1969 w Montevideo) – urugwajski piłkarz, obecnie jest piłkarskim agentem.
Swoją karierę zaczynał w jednym z najbardziej utytułowanych urugwajskich klubów, Nacionalu Montevideo. W 1990 roku przeszedł do Cagliari Calcio. Po dwóch latach postanowił odejść do AS Roma. Trzy lata później podpisał kontrakt z Juventusem, w którym to zadebiutował 4 września 1997 roku. Po ośmiu latach gry we Włoszech związał się z argentyńskim River Plate. Rok później wrócił do Włoch i podpisał kontrakt z Como, w którym to w 2003 roku zakończył karierę.
Obecnie jest menadżerem piłkarskim m.in. Martína Cáceresa, piłkarza Fiorentiny.
W reprezentacji rozegrał 30 spotkań i zdobył 11 bramek. W 1995 roku zwyciężył z kadrą w Copa América.